# Galliano Rossini
Galliano Rossini, né le 17 mai 1927 et mort le 13 novembre 1987, est un tireur sportif italien.

## Palmarès

### Jeux olympiques
- 1956 à Melbourne
  -  Médaille d'or en fosse olympique
- 1960 à Rome
  -  Médaille d'argent en fosse olympique[1]